# Laurynas Grigelis
Laurynas Grigelis (ur. 14 sierpnia 1991 w Kłajpedzie) – litewski tenisista, reprezentant kraju w rozgrywkach Pucharu Davisa.
W karierze wygrał 1 turniej rangi ATP Challenger Tour w grze pojedynczej i 11 w grze podwójnej.
W rankingu gry pojedynczej najwyżej był na 183. miejscu (9 lipca 2012), a w klasyfikacji gry podwójnej na 132. pozycji (12 listopada 2012).

## Zwycięstwa w turniejach ATP Challenger Tour w grze pojedynczej

### Gra pojedyncza
| Końcowy wynik | Nr | Data          | Turniej | Nawierzchnia | Przeciwnik     | Wynik finału |
| ------------- | -- | ------------- | ------- | ------------ | -------------- | ------------ |
| Zwycięzca     | 1. | 17 lipca 2011 | Aptos   | Twarda       | Ilija Bozoljac | 6:2, 7:6(4)  |

### Gra podwójna
| Końcowy wynik | Nr  | Data                 | Turniej                | Nawierzchnia    | Partner           | Przeciwnicy                          | Wynik finału      |
| ------------- | --- | -------------------- | ---------------------- | --------------- | ----------------- | ------------------------------------ | ----------------- |
| Zwycięzca     | 1.  | 26 lutego 2012       | Wolfsburg              | Dywanowa (hala) | Uładzimir Ihnacik | Tomasz Bednarek Olivier Charroin     | 7:5, 4:6, 10–5    |
| Zwycięzca     | 2.  | 4 marca 2012         | Cherbourg-Octeville    | Twarda (hala)   | Uładzimir Ihnacik | Dustin Brown Jonathan Marray         | 4:6, 7:6(9), 10–0 |
| Zwycięzca     | 3.  | 8 kwietnia 2012      | Saint-Brieuc           | Ceglana (hala)  | Rameez Junaid     | Stéphane Robert Laurent Rochette     | 1:6, 6:2, 10–6    |
| Zwycięzca     | 4.  | 29 kwietnia 2012     | Neapol                 | Ceglana         | Alessandro Motti  | Rameez Junaid Igor Zelenay           | 6:4, 6:4          |
| Zwycięzca     | 5.  | 8 września 2012      | Saint-Rémy-de-Provence | Twarda          | Uładzimir Ihnacik | Jordi Marsé-Vidri Carlos Poch Gradin | 6:7(4), 6:3, 10–6 |
| Zwycięzca     | 6.  | 10 sierpnia 2014     | Aptos                  | Twarda          | Ruben Bemelmans   | Purav Raja Sanam Singh               | 6:3, 4:6, 11–9    |
| Zwycięzca     | 7.  | 16 stycznia 2015     | Casablanca             | Ceglana         | Adrian Ungur      | Flavio Cipolla Alessandro Motti      | 3:6, 6:2, 10–5    |
| Zwycięzca     | 8.  | 16 października 2015 | Casablanca             | Ceglana         | Mohamed Safwat    | Thiemo de Bakker Stephan Fransen     | 6:4, 6:3          |
| Zwycięzca     | 9.  | 19 maja 2017         | Samarkanda             | Ceglana         | Zdeněk Kolář      | Prajnesh Gunneswaran Vishnu Vardhan  | 7:6(2), 6:3       |
| Zwycięzca     | 10. | 19 maja 2017         | Liberec                | Ceglana         | Zdeněk Kolář      | Tomasz Bednarek David Pel            | 6:3, 6:4          |
| Zwycięzca     | 11. | 23 lutego 2019       | Bergamo                | Twarda (hala)   | Zdeněk Kolář      | Tomislav Brkić Dustin Brown          | 7:5, 7:6(7)       |
| Zwycięzca     | 12. | 22 czerwca 2019      | Parma                  | Ceglana         | Andrea Pellegrino | Ariel Behar Gonzalo Escobar          | 1:6, 6:3, 10–7    |